# Мотта-Висконти
Мотта-Висконти (итал. Motta Visconti) — коммуна в Италии, в провинции Милан области Ломбардия.
Население составляет 6070 человек, плотность населения составляет 674 чел./км². Занимает площадь 9 км². Почтовый индекс — 20086. Телефонный код — 02.
Покровителем населённого пункта считается святой Иоанн Креститель. Праздник ежегодно празднуется 24 июня.